# Baljci (Ružić)
Baljci falu Horvátországban Šibenik-Knin megyében. Közigazgatásilag Ružićhoz tartozik.

## Fekvése
Knintől légvonalban 25, közúton 32 km-re délkeletre, községközpontjától 3 km-re keletre Dalmácia középső részén, a Svilaje-hegység nyugati lábánál fekszik. A jugoszláv időszakban Baljci még Drnišhez tartozott.

## Története
A régészeti feltárások eredményei alapján megállípítható, hogy Baljci és a Petrovo-mező területén az ember már 18 ezer éve él. Védelmet nyújtottak számára az itteni barlangok, élelemmel a vadban gazdag erdők, ivóvízzel pedig a közeli Čikola-folyó látta el őket. A késő bronzkori és a korai vaskori életről mesélnek a balina glavicai lelőhely, a donje kričkei halomsír, valamint a podumci barlang leletei. Az első erődített települések a korai vaskor idején az i. e. 1000 és 500 közötti időben keletkeztek, ezek közül említésre méltók a Baljci feletti Jošića Greda és Balina Glavica közelében, Kladina Glavicán, Tepljuh határában, Badnján és Kalunnál található várromok. Amikor a rómaiak elfoglalták ezt a területet részben a régi erődített települések továbbépítésével városokat, katonai táborokat hoztak létre. Ilyenek voltak Balina Glavica helyén épült Magnum, a Tepljuh határában  kiépített Promona és a Manojlovac-vízesés feletti Burnum városai. A környező településekkel együtt 1522-ben szállta meg a török és csak a 17. század végén szabadították fel a velencei seregek. 1797-ben a Velencei Köztársaság megszűnésével a Habsburg Birodalom része lett. 1806-ban Napóleon csapatai foglalták el és 1813-ig francia uralom alatt állt. Napóleon bukása után ismét Habsburg uralom következett, mely az első világháború végéig tartott. Baljci a 19. században a dalmáciai uniátus mozgalom egyik elindítója volt, mely a római katolikus egyházzal való egyesülést tűzte ki célul. A mozgalom egyik elindítója az itteni pap Marko Busović volt, aki Petar Krička kričkei pappal együtt 1835-ben fektette le az új egyház alapjait, így a mozgalomnak ebben a két faluban lettek először hívei. Az új egyház központja Kričke lett és magában foglalta Kričke, Baljci és Vrlika egyházközségeit. Az egyház Kričkén a második világháború végéig működött amikor is hívei visszatértek a szerb pravoszláv egyházba. A falunak 1857-ben 549, 1910-ben 541 lakosa volt. Az első világháború után rövid ideig az Olasz Királyság, ezután a Szerb-Horvát-Szlovén Királyság, majd Jugoszlávia része lett. 1991-ben lakosságának 96 százaléka szerb nemzetiségű volt. A délszláv háború során szerb csapatok ellenőrizték és a közeli horvát településket támadó szerb erők legfőbb támaszpontja volt. Innen indítottak gránáttámadásokat a horvát falvak ellen. 1995 augusztusában a Vihar hadművelet során a horvát csapatok foglalták vissza, szerb lakói már előzőleg elmenekültek. A településnek 2011-ben mindössze 3 lakosa volt.

## Lakosság
| Lakosság változása | Lakosság változása | Lakosság változása | Lakosság változása | Lakosság változása | Lakosság változása | Lakosság változása | Lakosság változása | Lakosság változása | Lakosság változása | Lakosság változása | Lakosság változása | Lakosság változása | Lakosság változása | Lakosság változása | Lakosság változása |
| ------------------ | ------------------ | ------------------ | ------------------ | ------------------ | ------------------ | ------------------ | ------------------ | ------------------ | ------------------ | ------------------ | ------------------ | ------------------ | ------------------ | ------------------ | ------------------ |
| 1857               | 1869               | 1880               | 1890               | 1900               | 1910               | 1921               | 1931               | 1948               | 1953               | 1961               | 1971               | 1981               | 1991               | 2001               | 2011               |
| 549                | 420                | 443                | 490                | 489                | 541                | 562                | 690                | 625                | 649                | 617                | 633                | 641                | 470                | 2                  | 3                  |

## Nevezetességei
- Keresztelő Szent János tiszteletére szentelt szerb pravoszláv temploma 1730-ban épült.
- Az Úr Színeváltozása tiszteletére szentelt uniátus (tulajdonképpen görögkatolikus) temploma[5] a kričkei templommal egy időben 1835-ben épült az udinei Valentin Presani tervei szerint. Közvetlenül a II. világháború után a szerbek felgyújtották, azóta a kéttornyú monumentális épület romokban állt. A templomnak, mint a település fontos kulturális emlékének állagmegóvási és felújítási munkái elkezdődtek. A munkák a horvát kulturális minisztérium és a körösi görögkatolikus püspökség anyagi támogatásával 2013 és 2015 között folytak.[6]